# Heliconius estrella
Heliconius estrella är en fjärilsart som beskrevs av Bates 1862. Heliconius estrella ingår i släktet Heliconius och familjen praktfjärilar. Inga underarter finns listade i Catalogue of Life.